# Patim
Patim (crioll capverdià Patin) és una vila al sud-oest de l'illa de Fogo a l'arxipèlag de Cap Verd. Està situada 8 kilòmetres a l'est de São Filipe. Patim està situada entre els petits rierols de Ribeira Vilhal (Rubera Bidjal en crioll de Fogo) al nord-est i Ribeira Chade Antônio (Rubera Tchad'Antoni en crioll de Fogo) al sud-est. Les precipitacions anuals són de 162,6 mm.